# رونالد رابرت یگر
رونالد رابرت یگر (به انگلیسی: Ronald Robert Yager)، متولد نیویورک، یک محقق آمریکایی در زمینه هوش محاسباتی، تصمیم‌گیری با عدم قطعیت و منطق فازی است. او در حال حاضر مدیر مؤسسه هوش مصنوعی و استاد سیستم‌های اطلاعات در کالج ایونا است.
رونالد یگر از سال ۱۹۹۷ به عنوان یکی از اعضای IEEE فعال بوده‌است و برای کمک به توسعه تئوری منطق فازی فعالیت می‌کند. او سردبیر و رئیس مجله بین‌المللی سیستم‌های هوشمند است که به عنوان یک انجمن برای افراد علاقه‌مند به کار با گستره وسیعی از نظریه‌های مبتنی بر ساخت سیستم‌های هوشمند است. او همچنین دعوت شده‌است تا در هیئت مدیره و هیئت مدیره اجرایی در تعدادی از مجلات بین‌المللی که شامل موارد زیر است: IEEE Intelligent Systems, IEEE Transactions on fuzzy Systems, و مجله مجموعه‌های فازی و سیستم.

## زندگی‌نامه
رونالد رابرت یگر در نیویورک متولد شد و در مدرسه ابتدایی و دبیرستان در مدرسه دولتی شهر نیویورک شرکت کرد. او مدرک لیسانس برق را از کالج شهر نیویورک دریافت کرد. او دارای دکترای علوم سیستم است، درجه ای که او از موسسه پلی تکنیک بروکلین (که اکنون به عنوان مؤسسه پلی تکنیک دانشگاه نیویورک شناخته می‌شود) دریافت کرد. او در حال حاضر مدیر مؤسسه هوش مصنوعی و استاد سیستم‌های اطلاعاتی در کالج آیونا است. او قبلاً در دانشگاه ایالتی پنسیلوانیا تدریس کرده‌است.

## افتخارات و جوایز
- دریافت کننده جایزه IEEE Frank Rosenblatt، ۲۰۱۶
- دریافت کننده مدال طلای FLINS 2006 (منطق فازی و فن آوری‌های هوشمند در علوم هسته ای)[۷]
- دریافت کننده جایزه مشارکت‌کننده برجسته در زمینه رایانش گرانیولار از موسسه IEEE، سال ۲۰۰۶
- دریافت مدال ۵۰ سالگی آکادمی علوم لهستان، ۲۰۰۵
- انجمن بین‌المللی هوش محاسباتی IEEE جایزه پیانوی سیستم‌های فازی، سال ۲۰۰۴ [۸]
- همکار IEEE برای کمک به توسعه تئوری منطق فازی
- همکار نیویورک از آکادمی علوم
- عضو انجمن بین‌المللی سیستم‌های فازی[۹][۱۰]
- مدرک افتخاری روستوف در دانشگاه دان، روسیه
- فلوشیپ سه ساله ناسا
- عضو انجمن‌های Tau Beta Pi , Eta Kappa Nu , Sigma Xi , Cum Laud